# Стриївська територіальна громада
Стриївська сільська громада — територіальна громада в Україні, у Звягельському районі Житомирської області. Адміністративний центр — село Стриєва.

## Загальна інформація
Площа території — 206,8 км², кількість населення — 4 969 осіб (2020).
Площа громади — 170,08 км², населення — 4 000 мешканців (2018).

## Населені пункти
До складу громади входять 9 сіл: Гульськ, Івашківка, Кануни, Кикова, Киянка, Немильня, Стриєва, Сусли та Українське.

## Історія
Утворена 4 грудня 2018 року шляхом об'єднання Киківської, Киянської, Стриївської та Суслівської сільських рад Новоград-Волинського району.
Відповідно до розпорядження Кабінету Міністрів України № 711-р від 12 червня 2020 року «Про визначення адміністративних центрів та затвердження територій територіальних громад Житомирської області», до складу громади включені території та населені пункти Гульської сільської ради Новоград-Волинського району.

## Старостинські округи
Гульський, Киківський, Киянський, Суслівський.